# Women’s Professional Soccer 2011
Die Women’s Professional Soccer 2011 war die dritte Saison der US-amerikanischen Frauenfußballliga Women’s Professional Soccer. Die reguläre Saison begann am 9. April 2011 und endete am 14. August 2011. Die Play-off-Runde wurden in der Zeit vom 17. bis 27. August 2011 ausgespielt. Meister der Liga wurde Western New York Flash aus Rochester, New York, der sich im Finale mit 5:4 nach Elfmeterschießen gegen Philadelphia Independence durchsetzte. Torschützenköniginnen wurden Marta und Christine Sinclair vom Meister Western New York Flash mit je 10 Toren.

## Teilnehmende Franchises

### Veränderungen zum Vorjahr
- Der Gewinner des WPS Championship von 2010, FC Gold Pride, nahm 2011 nicht teil.[2]
- Die Chicago Red Stars nahmen ebenfalls nicht an der Saison 2011 teil, da kein neuer Investor gefunden werden konnte.[3]
- Mit Western New York Flash kam ein neues Franchise hinzu.
- Bei Washington Freedom hatten sich die Eigentümerverhältnisse geändert. Die Mannschaft wurde nach Boca Raton in Florida verlagert und nannte sich fortan magicJack.

### Franchises und Spielstätten
| Franchise                 | Ort                             | Stadion                           | Kapazität                 |
| ------------------------- | ------------------------------- | --------------------------------- | ------------------------- |
| Atlanta Beat              | Atlanta, Georgia                | Kennesaw State University Stadium | 8.300                     |
| Boston Breakers           | Somerville, Massachusetts       | Harvard Stadium                   | 30.323                    |
| magicJack                 | Boca Raton, Florida             | FAU Soccer Field                  | 1.200 (permanent) (4.100) |
| Philadelphia Independence | Chester, Pennsylvania           | Leslie Quick Stadium              | 4.500                     |
| Sky Blue FC               | Piscataway Township, New Jersey | Yurcak Field                      | 5.000                     |
| Western New York Flash    | Rochester, New York             | Sahlen’s Stadium                  | 13.768                    |

| Beat |

| Breakers |

| magicJack |

| Independence |

| Sky Blue |

| Flash |

| Beat |

| Breakers |

| magicJack |

| Independence |

| Sky Blue |

| Flash |

## Statistiken

### Tabelle
| Pl. | Verein                    | Sp. | S  | U | N  | Tore    | Diff. | Punkte |
| --- | ------------------------- | --- | -- | - | -- | ------- | ----- | ------ |
| 1.  | Western New York Flash    | 18  | 13 | 3 | 2  | 040:180 | +22   | 42     |
| 2.  | Philadelphia Independence | 18  | 11 | 3 | 4  | 031:180 | +13   | 36     |
| 3.  | magicJack 1               | 18  | 9  | 2 | 7  | 029:290 | ±0    | 28     |
| 4.  | Boston Breakers 2         | 18  | 5  | 4 | 9  | 019:240 | −5    | 19     |
| 5.  | Sky Blue FC               | 18  | 5  | 4 | 9  | 024:290 | −5    | 19     |
| 6.  | Atlanta Beat              | 18  | 1  | 4 | 13 | 007:320 | −25   | 07     |

### Ergebnisse
| Mannschaft                      | Spiel | Spiel | Spiel | Spiel | Spiel | Spiel | Spiel | Spiel | Spiel | Spiel | Spiel | Spiel | Spiel | Spiel | Spiel | Spiel | Spiel | Spiel |
| Mannschaft                      | 1     | 2     | 3     | 4     | 5     | 6     | 7     | 8     | 9     | 10    | 11    | 12    | 13    | 14    | 15    | 16    | 17    | 18    |
| ------------------------------- | ----- | ----- | ----- | ----- | ----- | ----- | ----- | ----- | ----- | ----- | ----- | ----- | ----- | ----- | ----- | ----- | ----- | ----- |
| Atlanta Beat (ATL)              | BOS   | NJ    | WNY   | WNY   | mJ    | PHI   | NJ    | mJ    | PHI   | mJ    | BOS   | NJ    | BOS   | PHI   | mJ    | PHI   | WNY   | WNY   |
| Atlanta Beat (ATL)              | 1:4   | 1:0   | 2:2   | 0:3   | 0:2   | 1:2   | 0:3   | 0:4   | 0:0   | 2:3   | 0:0   | 0:1   | 0:2   | 0:1   | 0:0   | 0:1   | 0:2   | 0:2   |
| Boston Breakers (BOS)           | ATL   | WNY   | mJ    | NJ    | PHI   | WNY   | PHI   | NJ    | mJ    | NJ    | ATL   | ATL   | WNY   | PHI   | mJ    | WNY   | mJ    | NJ    |
| Boston Breakers (BOS)           | 4:1   | 1:2   | 0:1   | 1:0   | 0:2   | 2:3   | 1:1   | 1:2   | 2:1   | 0:0   | 0:0   | 2:0   | 2:2   | 0:1   | 0:4   | 1:2   | 0:2   | 2:0   |
| magicJack (mJ)                  | BOS   | PHI   | ATL   | WNY   | ATL   | BOS   | ATL   | PHI   | PHI   | NJ    | WNY   | ATL   | NJ    | BOS   | NJ    | BOS   | WNY   | PHI   |
| magicJack (mJ)                  | 1:0   | 2:1   | 2:0   | 0:3   | 4:0   | 1:2   | 3:2   | 0:6   | 1:3   | 2:2   | 1:3   | 0:0   | 0:2   | 4:0   | 3:2   | 2:0   | 1:2   | 2:1   |
| Philadelphia Independence (PHI) | NJ    | mJ    | BOS   | ATL   | BOS   | WNY   | ATL   | WNY   | mJ    | mJ    | NJ    | WNY   | ATL   | NJ    | BOS   | ATL   | NJ    | mJ    |
| Philadelphia Independence (PHI) | 2:2   | 1:2   | 2:0   | 2:1   | 1:1   | 1:2   | 0:0   | 1:0   | 6:0   | 3:1   | 4:3   | 2:1   | 1:0   | 0:2   | 1:0   | 1:0   | 2:1   | 1:2   |
| Sky Blue FC (NJ)                | PHI   | ATL   | BOS   | WNY   | ATL   | BOS   | WNY   | BOS   | ATL   | PHI   | mJ    | WNY   | PHI   | mJ    | WNY   | mJ    | PHI   | BOS   |
| Sky Blue FC (NJ)                | 2:2   | 0:1   | 0:1   | 1:3   | 3:0   | 2:1   | 2:2   | 0:0   | 1:0   | 3:4   | 2:2   | 0:2   | 2:0   | 2:0   | 1:4   | 2:3   | 1:2   | 0:2   |
| Western New York Flash (WNY)    | BOS   | ATL   | ATL   | NJ    | BOS   | mJ    | PHI   | NJ    | PHI   | PHI   | NJ    | mJ    | BOS   | NJ    | BOS   | ATL   | mJ    | ATL   |
| Western New York Flash (WNY)    | 2:1   | 2:2   | 3:0   | 3:1   | 3:2   | 3:0   | 2:1   | 2:2   | 0:1   | 1:2   | 2:0   | 3:1   | 2:2   | 4:1   | 2:1   | 2:0   | 2:1   | 2:0   |

### Torschützinnenliste
| Platz | Spielerin          | Verein                    | Anzahl |
| ----- | ------------------ | ------------------------- | ------ |
| 1     | Marta              | Western New York Flash    | 10     |
|       | Christine Sinclair | Western New York Flash    | 10     |
| 3     | Natasha Kai        | Philadelphia Independence | 9      |
|       | Abby Wambach       | magicJack                 | 9      |
| 5     | Christen Press     | magicJack                 | 8      |
| 6     | Verónica Boquete   | Philadelphia Independence | 5      |
|       | Casey Nogueira     | Sky Blue FC               | 5      |
|       | Caroline Seger     | Western New York Flash    | 5      |
| 9     | Eniola Aluko       | Sky Blue FC               | 4      |
|       | Ella Masar         | magicJack                 | 4      |
|       | Alex Morgan        | Western New York Flash    | 4      |
|       | Kelley O’Hara      | Boston Breakers           | 4      |
|       | McCall Zerboni     | Western New York Flash    | 4      |

### Zuschauertabelle
|    | Verein                    | Zuschauer | Heimspiele | pro Spiel | Auslastung |
| -- | ------------------------- | --------- | ---------- | --------- | ---------- |
| 1. | Western New York Flash    | 43.925    | 9          | 4.881     | 035,4 %    |
| 2. | Atlanta Beat              | 43.559    | 9          | 4.840     | 058,3 %    |
| 3. | Boston Breakers           | 39.992    | 9          | 4.444     | 014,7 %    |
| 4. | Philadelphia Independence | 24.934    | 9          | 2.770     | 061,6 %    |
| 5. | Sky Blue FC               | 19.239    | 9          | 2.138     | 042,8 %    |
| 6. | magicJack                 | 18.299    | 9          | 2.033     | 076,1 %    |

## Play-off-Runde

### Übersicht
|  | First Round | First Round     | First Round |  |  | Super Semifinal | Super Semifinal           | Super Semifinal |  |  | WPS Championship | WPS Championship          | WPS Championship |
|  |             |                 |             |  |  |                 |                           |                 |  |  |                  |                           |                  |
|  |             |                 |             |  |  |                 |                           |                 |  |  | 1                | Western New York Flash    | 1 (5)            |
|  |             |                 |             |  |  | 2               | Philadelphia Independence | 2               |  |  | 2                | Philadelphia Independence | 1 (4)            |
|  | 3           | magicJack       | 3           |  |  | 3               | magicJack                 | 0               |  |  |                  |                           |                  |
|  | 4           | Boston Breakers | 1           |  |  |                 |                           |                 |  |  |                  |                           |                  |

### First Round
In der ersten Play-off-Runde empfing der Vorrundendritte den Vorrundenvierten.
| Datum           |           | Ergebnis  |                 |
| --------------- | --------- | --------- | --------------- |
| 17. August 2011 | magicJack | 3:1 (1:1) | Boston Breakers |

### Super Semifinal
In der zweiten Play-off-Runde empfing der Vorrundenzweite den Sieger der ersten Runde.
| Datum           |                           | Ergebnis  |           |
| --------------- | ------------------------- | --------- | --------- |
| 20. August 2011 | Philadelphia Independence | 2:0 (0:0) | magicJack |

### WPS Championship
Western New York Flash war als Meister der Regular Season für das Meisterschaftsendspiel gesetzt. Gespielt wurde im Sahlen’s Stadium in Rochester.
| Western New York Flash                          | Western New York Flash | Philadelphia Independence | Philadelphia Independence |
| ----------------------------------------------- | --- | --- | ------------------------- |
| Western New York Flash                          | \| Finale \| \| 27. August 2011 in Rochester (Sahlen’s Stadium) \| \| Ergebnis: 1:1 n. V. (1:1, 0:0), 5:4 i. E. \| \| Zuschauer: 10.461 \| \| Schiedsrichterin: Kari Seitz \|                                                                             | \| Finale \| \| 27. August 2011 in Rochester (Sahlen’s Stadium) \| \| Ergebnis: 1:1 n. V. (1:1, 0:0), 5:4 i. E. \| \| Zuschauer: 10.461 \| \| Schiedsrichterin: Kari Seitz \|                                                                                             | Philadelphia Independence |
| Western New York Flash                          | Ashlyn Harris – Ali Riley, Whitney Engen, Candace Chapman, Rebecca Moros, Brittany Bock (104. Yael Averbuch) – Becky Edwards (76. Beverly Goebel), Caroline Seger – Marta, Alex Morgan (106. McCall Zerboni), Christine Sinclair Cheftrainer: Aaran Lines | Nicole Barnhart – Estelle Johnson, Kia McNeill, Leigh Ann Robinson, Nikki Krzysik – Sinead Farrelly, Tina DiMartino (73. Laura del Río), Jen Buczkowski (84. Lianne Sanderson) – Natasha Kai (73. Danesha Adams), Verónica Boquete, Amy Rodriguez Cheftrainer: Paul Riley | Philadelphia Independence |
| Western New York Flash                          | 1:0 Christine Sinclair (64.) | 1:1 Amy Rodriguez (88.) | Philadelphia Independence |
| Western New York Flash                          | Elfmeterschießen | | Philadelphia Independence |
| Western New York Flash                          | Marta Christine Sinclair McCall Zerboni Caroline Seger Yael Averbuch | Lianne Sanderson Danesha Adams Leigh Ann Robinson Verónica Boquete Laura del Río | Philadelphia Independence |
| Western New York Flash                          | Becky Edwards, Marta | Amy Rodriguez | Philadelphia Independence |
| Western New York Flash                          | Beverly Goebel (108.) | | Philadelphia Independence |
| Finale                                          | | |                           |
| 27. August 2011 in Rochester (Sahlen’s Stadium) | | |                           |
| Ergebnis: 1:1 n. V. (1:1, 0:0), 5:4 i. E.       | | |                           |
| Zuschauer: 10.461                               | | |                           |
| Schiedsrichterin: Kari Seitz                    | | |                           |

## Auszeichnungen
Am Saisonende vergab die Liga sieben Auszeichnungen.
| Preis                                         | Ehrung für             | Preisträger                                  |
| --------------------------------------------- | ---------------------- | -------------------------------------------- |
| Michelle Akers Player of the Year Award       | Wertvollste Spielerin  | Verónica Boquete (Philadelphia Independence) |
| WPS Defender of the Year Award                | Beste Abwehrspielerin  | Whitney Engen (Western New York Flash)       |
| US Coast Guard Goalkeeper of the Year Award   | Beste Torhüterin       | Ashlyn Harris (Western New York Flash)       |
| US Soccer Federation Rookie of the Year Award | Beste neue Spielerin   | Christen Press (magicJack)                   |
| PUMA Golden Boot                              | Torschützenkönigin     | Marta (Western New York Flash, 10 Tore)      |
| Citi Sportswomen of the Year Award            | Fußballerin des Jahres | Nikki Krzysik (Philadelphia Independence)    |
| WPS Coach of the Year Award                   | Trainer des Jahres     | Paul Riley (Philadelphia Independence)       |